# Nils John Nilsson
Nils John Nilsson (Saginaw, 6 de fevereiro de 1933 – Medford, Oregon, 23 de abril de 2019) foi um cientista da computação estadunidense. Foi um dos pesquisadores fundadores da disciplina de inteligência artificial (IA). Foi o primeiro Kumagai Professor of Engineering em ciência da computação na Universidade Stanford de 1991 até aposentar-se. É particularmente conhecido por suas contribuições à busca, planejamento, representação de conhecimento e robótica.

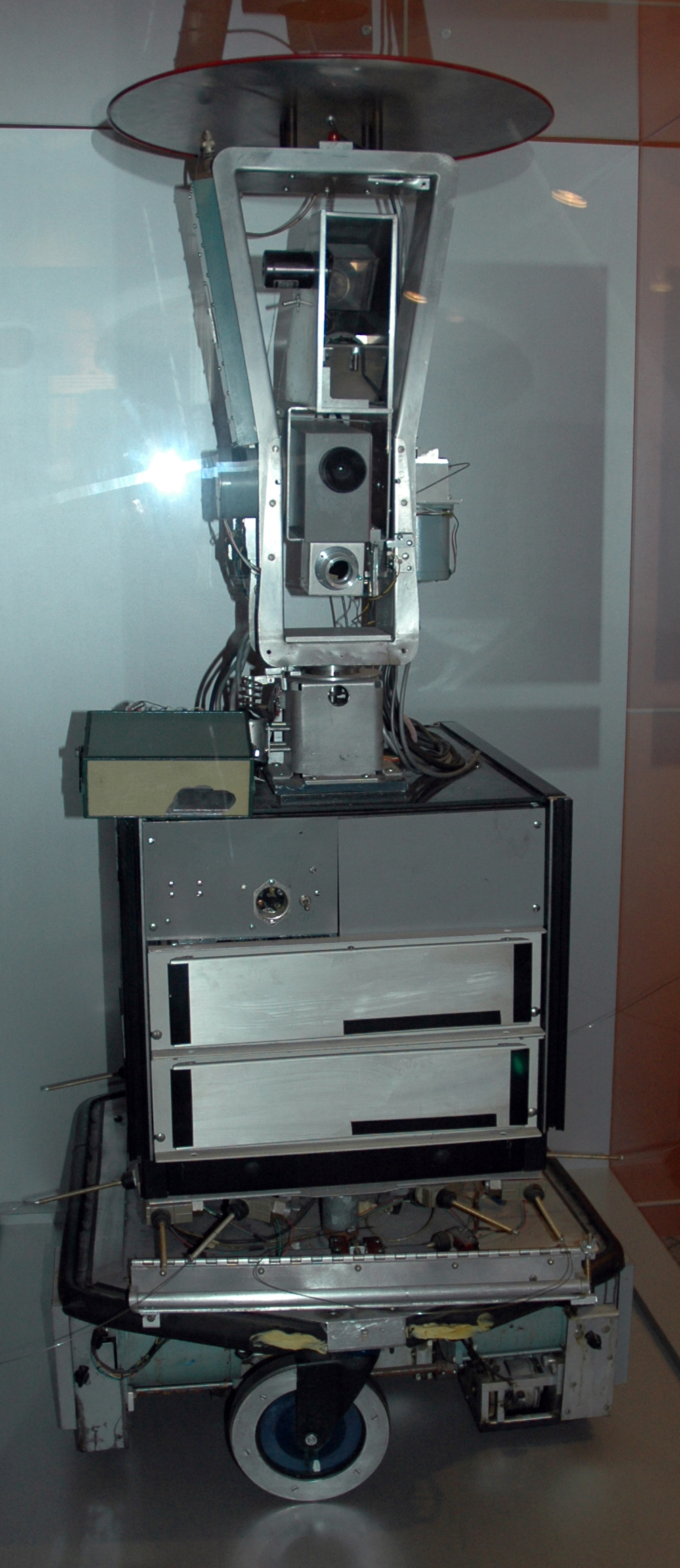
Shakey no Museu da História do Computador, Mountain View, Califórnia

## Início da vida e formação
Nilsson nasceu em Saginaw, Michigan, em 1933. Obteve um Ph.D. na Universidade Stanford em 1958, e passou grande parte de sua carreira na SRI International, um laboratório de pesquisa privado, desmembrado de Stanford.
Nilsson serviu como tenente na Força Aérea dos Estados Unidos de 1958 a 1961; estacionou no Rome Air Development Center em Roma, estado de Nova Iorque.

## Carreira

### SRI International
A partir de 1966 Nilsson liderou, juntamente com Charles Rosen e Bertram Raphael, uma equipe de pesquisa na construção do Shakey, um robô que construiu um modelo de seu ambiente a partir de dados de sensores, raciocinou sobre esse ambiente para chegar a um plano de ação, e executou esse plano enviando comandos para seus motores. Este paradigma tem sido enormemente influente na IA. Livros didáticos como (Charniak & McDermott 1985), (Ginsberg 1993) e a primeira edição de (Russell & Norvig 1992) mostram essa influência em quase todos os capítulos. Embora a ideia básica de usar o raciocínio lógico para decidir ações seja devida ao John McCarthy (McCarthy), o grupo de Nilsson foi o primeiro a incorporá-lo em um agente completo, ao longo do caminho, inventando o algoritmo A* (Hart, Nilsson & Raphael 1968) e fundando o campo do planejamento automatizado. Na última busca, eles inventaram o Stanford Research Institute Problem Solver (STRIPS) (Fikes & Nilsson 1971), cuja representação de ação ainda é a base de muitos dos algoritmos de planejamento atuais. O subcampo do planejamento temporal automatizado chamado planejamento clássico é baseado na maioria das suposições incorporadas no STRIPS.

### Universidade Stanford
Em 1985 Nilsson tornou-se membro do corpo docente da Universidade Stanford, no Departamento de Ciência da Computação. Foi catedrático do departamento de 1985 a 1990. Foi Kumagai Professor of Engineering desde a fundação da cátedra em torno de 1991 até sua aposentadoria, e permaneceu Kumagai Professor Emeritus até sua morte.
Foi o quarto presidente da Association for the Advancement of Artificial Intelligence (AAAI) (1982–1983) e um dos fellows fundadores desta organização. Nilsson escreveu ou foi co-autor de vários livros sobre IA, incluindo dois que foram especialmente lidos ((Nilsson   1980, Genesereth & Nilsson 1987).

## Prêmios e associações
Em 2011 Nilsson foi incluído no Hall of Fame da IA da IEEE Intelligent Systems por "contribuições significativas para o campo da IA e de sistemas inteligentes".

## Vida pessoal
Em 19 de julho de 1958 Nilsson casou-se com Karen Braucht, com quem teve dois filhos. Braucht morreu em 1991. Em 1992 casou-se com Grace Abbott, que tinha quatro filhos de um casamento anterior.
Nilsson morreu em 23 de abril de 2019, em sua casa em Medford, Oregon, aos 86 anos de idade.

## Publicações selecionadas
- Logical Foundations of Artificial Intelligence (1976), Morgan Kaufmann. ISBN 978-1-493-30598-8. (with Michael R. Genesereth)
- Principles of Artificial Intelligence (1982), Springer-Verlag. ISBN 978-3-540-11340-9.
- The Mathematical Foundations of Learning Machines (1990), Morgan Kaufmann. ISBN 978-1-558-60123-9.
- Artificial Intelligence: A New Synthesis (1998), Morgan Kaufmann. ISBN 978-1-558-60467-4.
- The Quest for Artificial Intelligence (2009), Cambridge University Press. ISBN 978-0-521-11639-8.
- Understanding Beliefs (2014), MIT Press. ISBN 978-0-262-52643-2.